# Governació de Gabès
La governació o wilaya de Gabès (àrab: ولاية قابس, wilāyat Qābis) és una divisió administrativa de primer nivell de Tunísia, situada a la costa sud-est del país amb una línia de costa de 80 km. Té una superfície de 7.166 km² i una població estimada de 354.500 habitants, l'any 2008 (345.900, l'any 2005). Limita amb les governacions de Kébili, Sfax, Gafsa i Médenine. La capital n'és la ciutat de Gabès.

## Economia
La seva activitat principal, a part de l'agricultura, són els fosfats i indústries derivades (des dels anys 1980, amb tres zones industrials delimitades, encara en desenvolupament) i la producció de gas. Té tres zones industrials, a Gabes, El Aouinet i El Hamma.

## Organització administrativa
La governació fou creada el 21 de juny del 1956 i el 1981 va perdre una part del seu territori per crear la nova governació de Kébili.
El seu codi geogràfic és 51 (ISO 3166-2:TN-12).

### Delegacions
Està dividida en deu delegacions o mutamadiyyes i 73 sectors o imades:
- Gabès Médina (51 51)
  - Secteur 1 (51 51 51)
  - Secteur 2 (51 51 52)
  - Secteur 3 (51 51 53)
  - Secteur 4 (51 51 54)
  - Chott Sidi Abdesselam (51 51 55)
- Gabès Ouest (51 52)
  - Er-Remathi (51 52 51)
  - Bou-Chemma (51 52 52)
  - Nahal (51 52 53)
  - Jaouaoula (51 52 54)
  - Chenini Nord (51 52 55)
  - Chenini Est (51 52 56)
  - Chenini Ouest (51 52 57)
- Gabès Sud (51 53)
  - Teboulbou (51 53 51)
  - Sidi Boulbaba (51 53 52)
  - Zrig Eddakhlania (51 53 53)
  - Secteur 5 (51 53 54)
  - El Medou (51 53 55)
  - Limaoua (51 53 56)
  - El Amazir (51 53 57)
- Ghanouch (51 54)
  - Ghanouch Est (51 54 51)
  - Ghanouch Ouest (51 54 52)
  - Ghanouche Sud (51 54 53)
  - Ghanouche Nord (51 54 54)
- El Metouia (51 55)
  - El Metouia Nord (51 55 51)
  - El Metouia Sud (51 55 52)
  - Ouedhref Nord (51 55 53)
  - Ouedhref Sud (51 55 54)
  - El Akarit (51 55 55)
  - El Hicha (51 55 56)
  - El Mida (51 55 57)
- Menzel El Habib (51 56)
  - Oued Ezzitoun (51 56 51)
  - El Fejij (51 56 52)
  - El Mehemla (51 56 53)
  - Es-Saki (51 56 54)
  - Rabiaa Ouali (51 56 55)
  - Zoughrata (51 56 56)
  - Menzel El Habib (51 56 57)
- El Hamma (51 57)
  - Secteur Nord (51 57 51)
  - El Ksar (51 57 52)
  - Secteur Est 1 (51 57 53)
  - Secteur Est 2 (51 57 54)
  - Secteur Sud (51 57 55)
  - Farhat Hached (51 57 56)
  - Chanchou (51 57 57)
  - El Behaïer (51 57 58)
  - Bechima El Borj (51 57 59)
  - Bechima El Kalb (51 57 60)
  - Bou Attouch (51 57 61)
  - Habib Thameur (51 57 62)
  - Secteur Ouest (51 57 63)
- Matmata (51 58)
  - Matmata (51 58 51)
  - Techine (51 58 52)
  - Tamazrat (51 58 53)
- Nouvelle Matmata (51 59)
  - Nouvelle Matmata (51 59 51)
  - Heddaj (51 59 52)
  - Ez-Zeraoua (51 59 53)
  - Beni Aïssa (51 59 54)
  - Beni Zalten (51 59 55)
- Mareth (51 60)
  - Mareth (51 60 51)
  - Mareth Nord (51 60 52)
  - Sidi Touati (51 60 53)
  - Ez-Zerkine (51 60 54)
  - Ayoun Ez-Zerkine (51 60 55)
  - Ourafinine (51 60 56)
  - Ezzarat (51 60 57)
  - El Alaya (51 60 58)
  - Arram (51 60 59)
  - Ketana (51 60 60)
  - Toujane (51 60 61)
  - Zemarten (51 60 62)
  - Zerig El Ghandri (51 60 63)
  - Aïn Tounine (51 60 64)
  - Dekhilet Toujane (51 60 65)

### Municipalitats
Està dividida en setze municipalitats o baladiyyes i sis circumscripcions o dàïres:
- Gabès (51 11)
  - Gabès (51 11 11)
  - Cité Manara (51 11 13)
  - Chott Essalem Balad (51 11 14)
  - Sidi Boulbaba (51 11 15)
- Chenini Nahal (51 12)
- Ghanouch (51 13)
- El Metouia (51 14)
- Ouedhref (51 15)
- El Hamma (51 16)
- Matmata (51 17)
- Nouvelle Matmata (51 18)
- Mareth (51 19)
- Ezzarat (51 20)
- Menzel El Habib (51 21)
- Bou-Chemma (51 22)
- Teboulbou (51 23)
- Hamma Ouest (51 24)
- Kattana (51 25)
- Dkhilet Toujane (51 26)

L'11 de setembre de 2015 Menzel El Habib va ser constituït com a municipalitat o baladiyya pel Decret governamental núm. 2015-1275. El 26 de maig de 2016 Bou-Chemma i Teboulbou van ser constituïts com a municipalitat o baladiyya, amb codi 51 22 i 51 23, respectivament.

## Agermanaments
La governació està agermanada amb el departament francès de les Costes del Nord des del 1985.